# Campiglossa subochracea
Campiglossa subochracea este o specie de muște din genul Campiglossa, familia Tephritidae. A fost descrisă pentru prima dată de Seguy în anul 1934.
Este endemică în Franța. Conform Catalogue of Life specia Campiglossa subochracea nu are subspecii cunoscute.